# Список кладовищ Волинської області

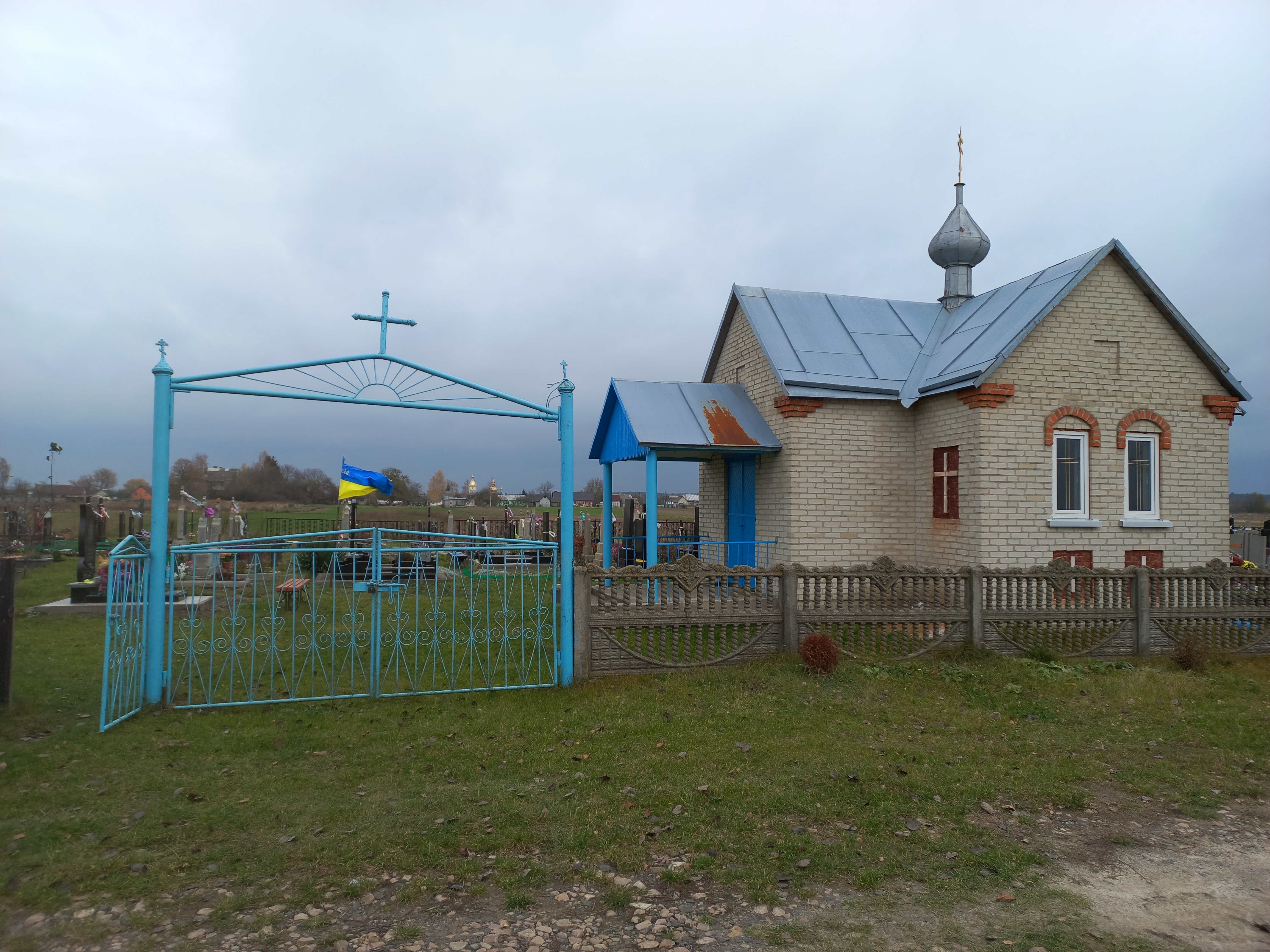
Загальний вигляд кладовища та каплиці села Озерце

## Кладовища етнічних спільнот

### Чеські кладовища

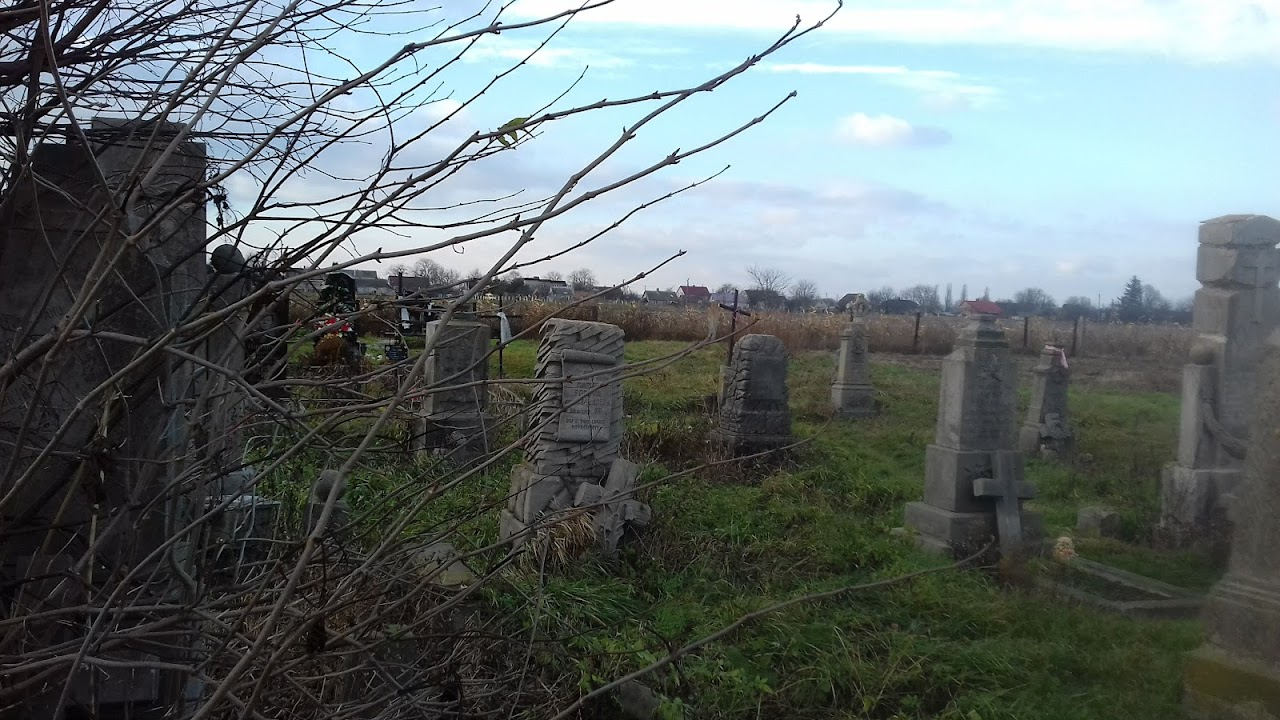
Чеське кладовище у селі Липляни, загальний вигляд.

1. Чеське кладовище у селі Липляни, загальний вигляд.Чеське кладовище у селі Липляни, Луцького району. Після рееміграції чеської громади стало частиною сільського кладовища.
2. Чеське кладовище в селі Княгининок, Луцького району. Після рееміграції чеської громади стало частиною сільського кладовища.

## Військові кладовища та поховання

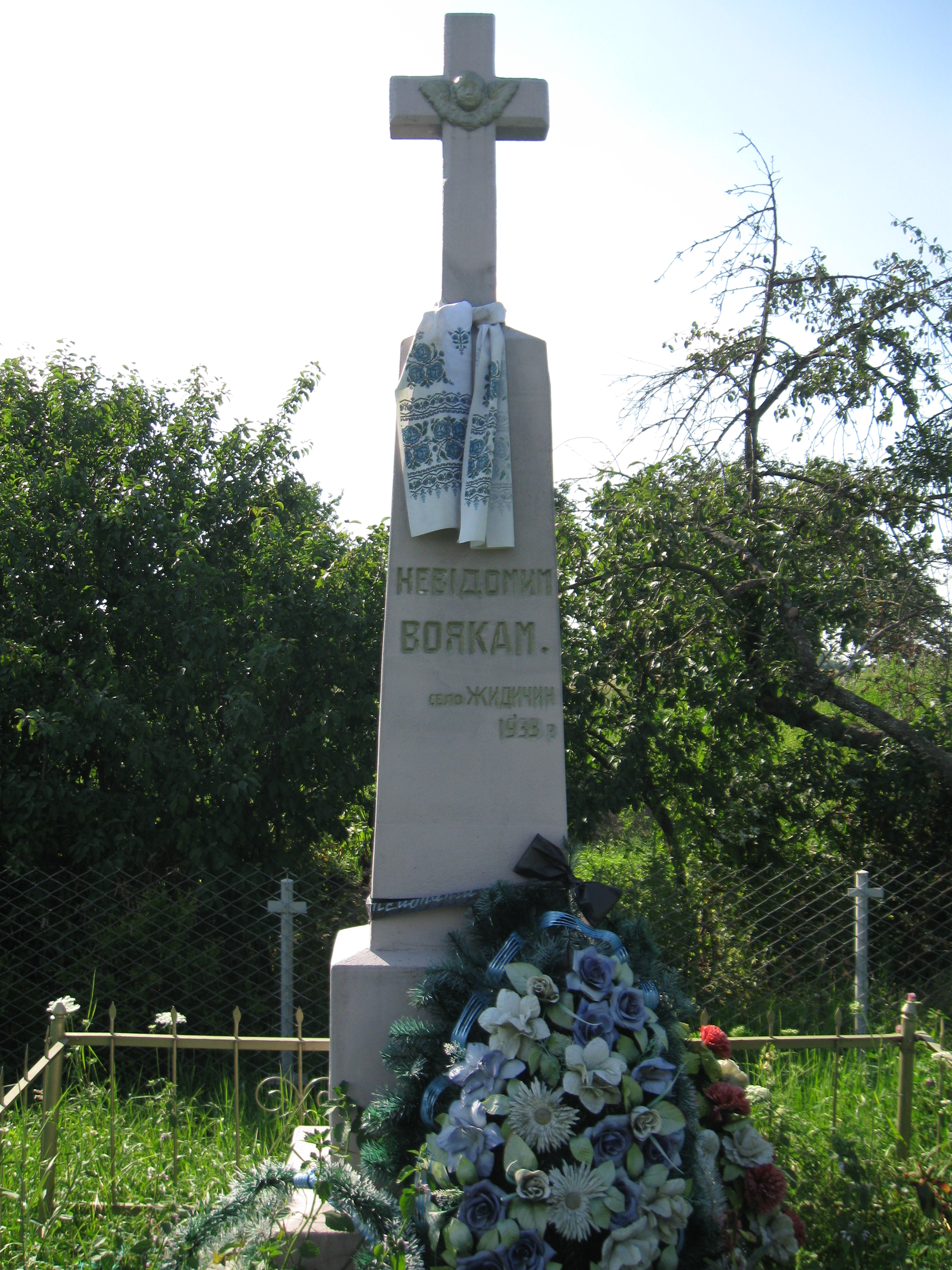
Памятник загиблим у Першій світовій війні. Село Жидичин.

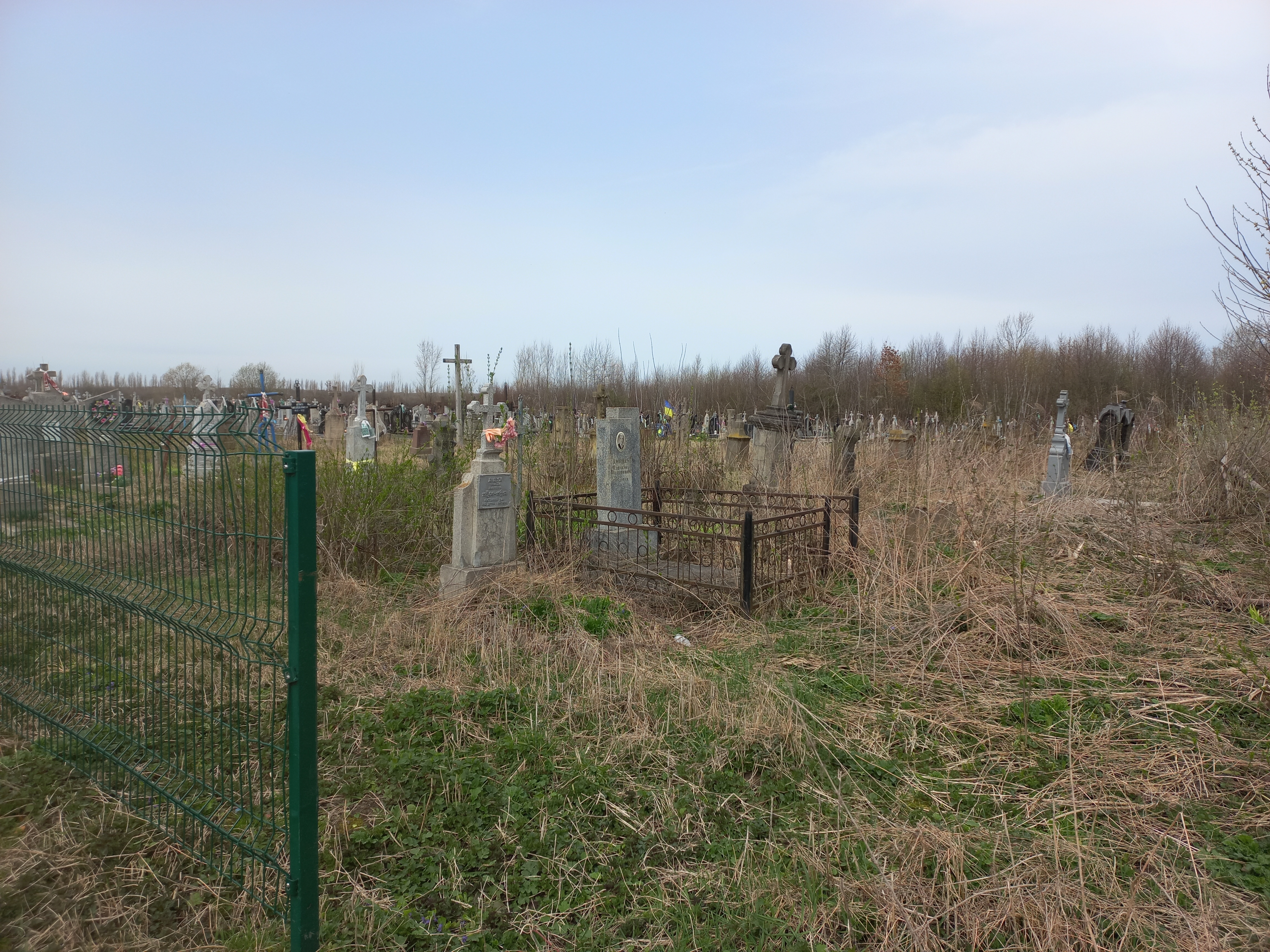
Загальний вигляд чеського кладовища в селі Княгининок.

1. Памятник загиблим у Першій світовій війні. Село Жидичин.Братська могила солдатів Першої світової війни у селі Жидичин

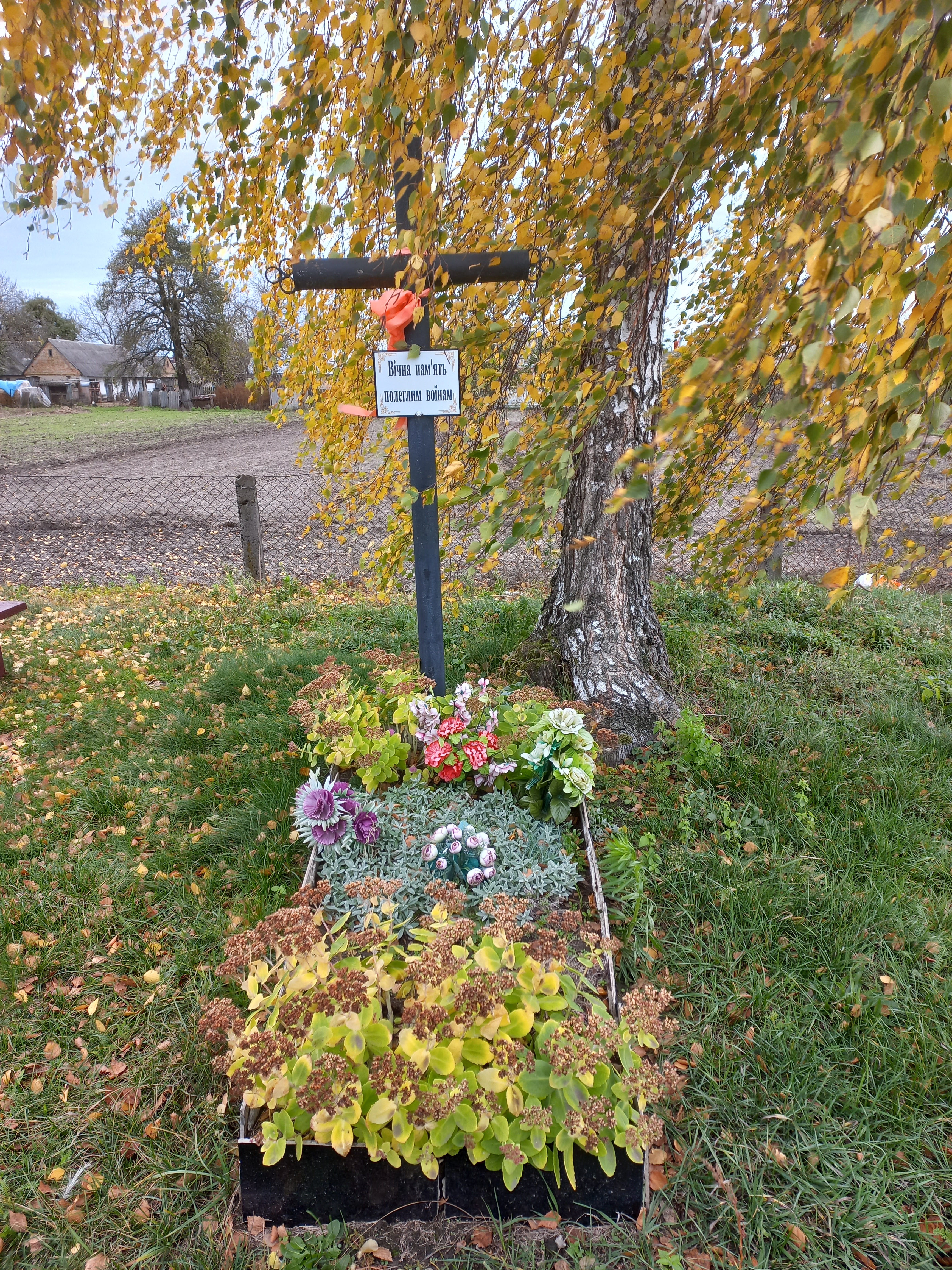
Братська могила солдатів Першої світової війни у с. Липляни

2. Загальний вигляд чеського кладовища в селі Княгининок.Братська могила солдатів РІА на "Сільському кладовищі" с. Липляни.

## Кладовища населених пунктів
1. Кладовище села Озерце Луцького району (до 2020 р. Ківерцівський район). Засноване 1990 року. Діюче.

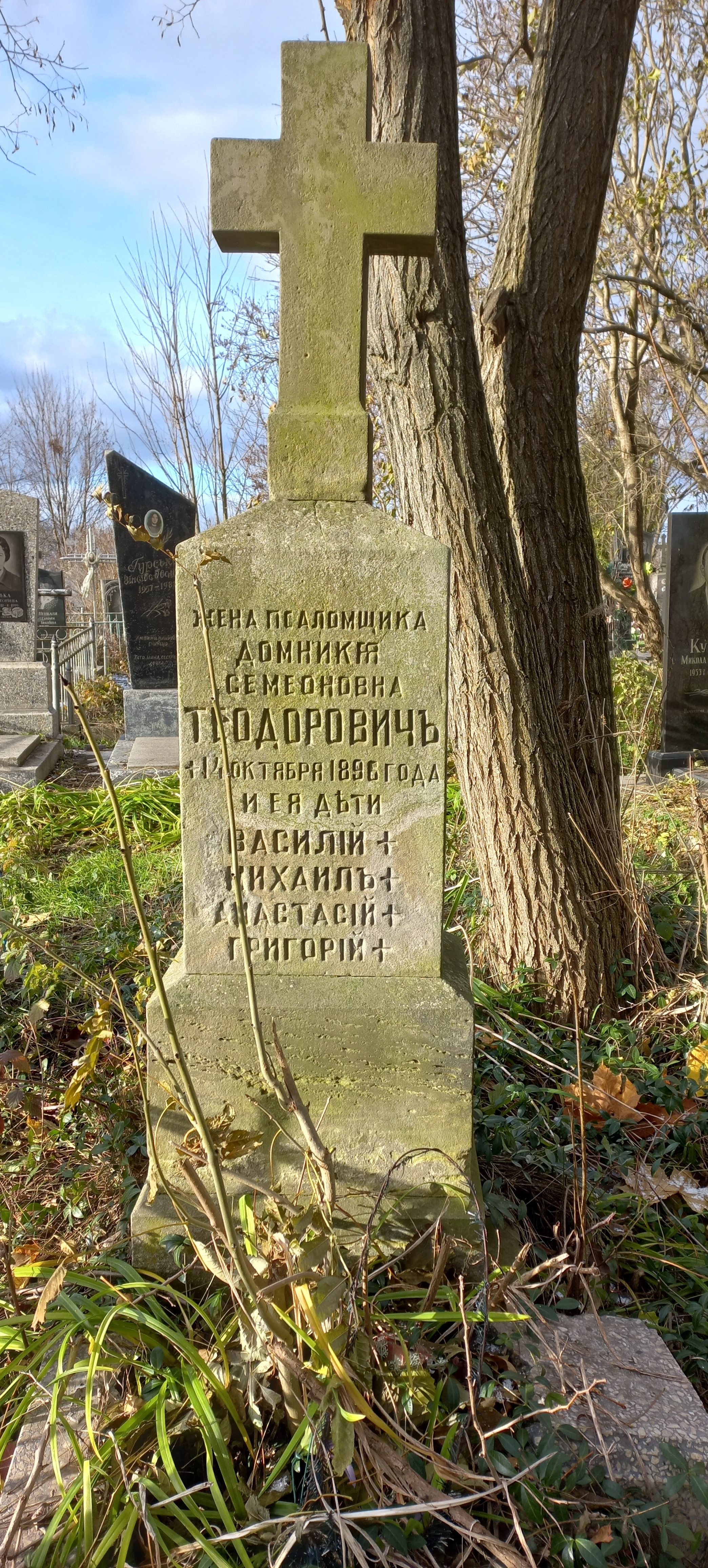
Один з найдавніших памятників на кладищі колишнього с. Вишків

2. Один з найдавніших памятників на кладищі колишнього с. ВишківКладовище колишнього села Вишків Ківерцівського району, темер у межах м. Луцька. Дата заснування не відома, найдавніші памятники датуються ХІХ ст., за рахунок ущільнення здійснюються окремі поховання.

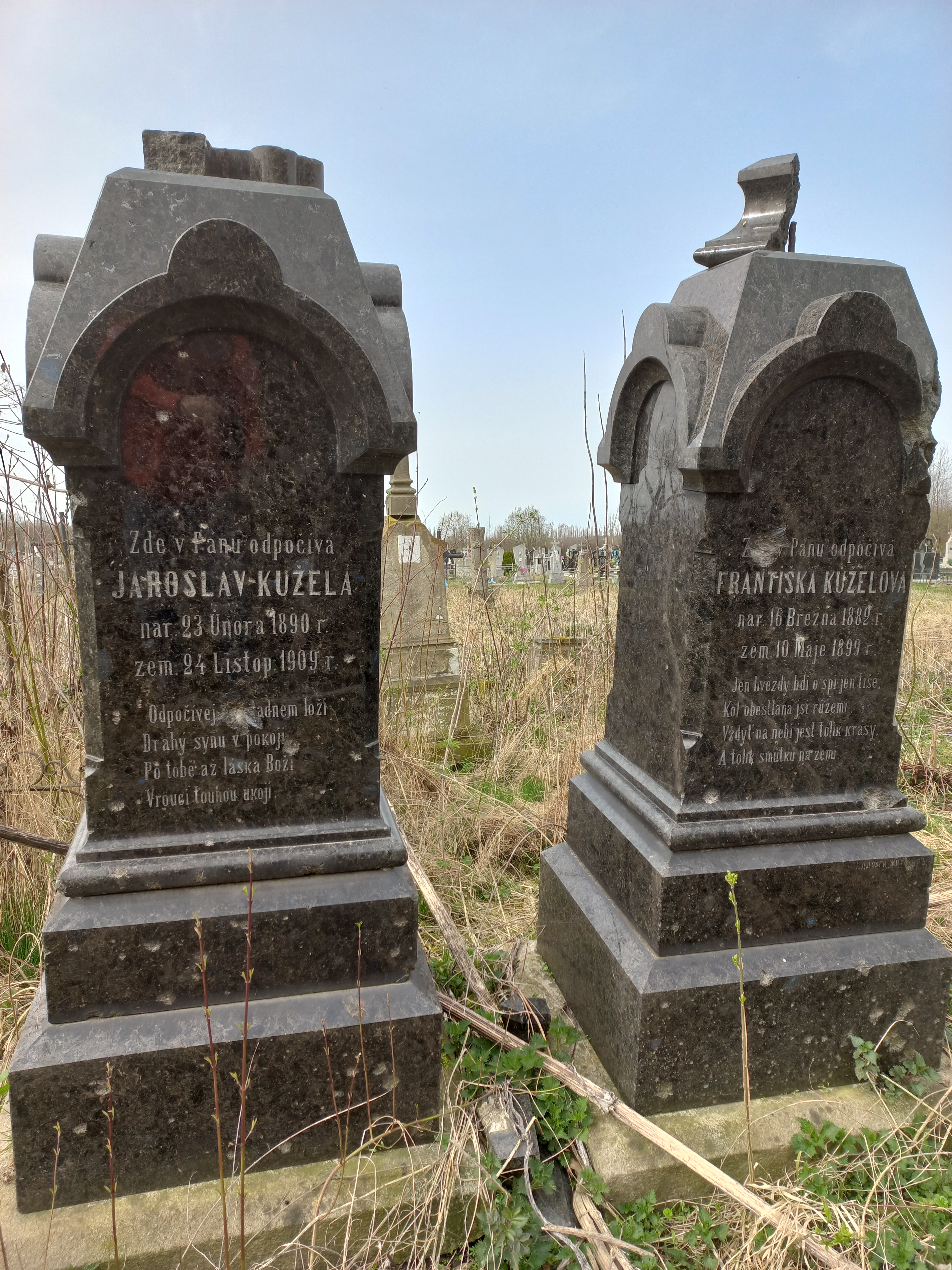
Камяні памятники на чеському кладовищі в селі Княгининок

3. Камяні памятники на чеському кладовищі в селі КнягининокКладовища села Липляни Луцького району (до 2020 р. Ківерцівський район). У селі є 3 кладовища: А). "Сільське кладовище" дата заснування не відома, на території є поховання солдатів РІА часів Першої світової війни. б). "чеське кладовище". Основою якого стало кладовище чехів-колоністів. В). Нове кладовище - спільне із с. Жидичин, на в'їзді у село із Жидичинського напрямку.